# Motocyklový motor

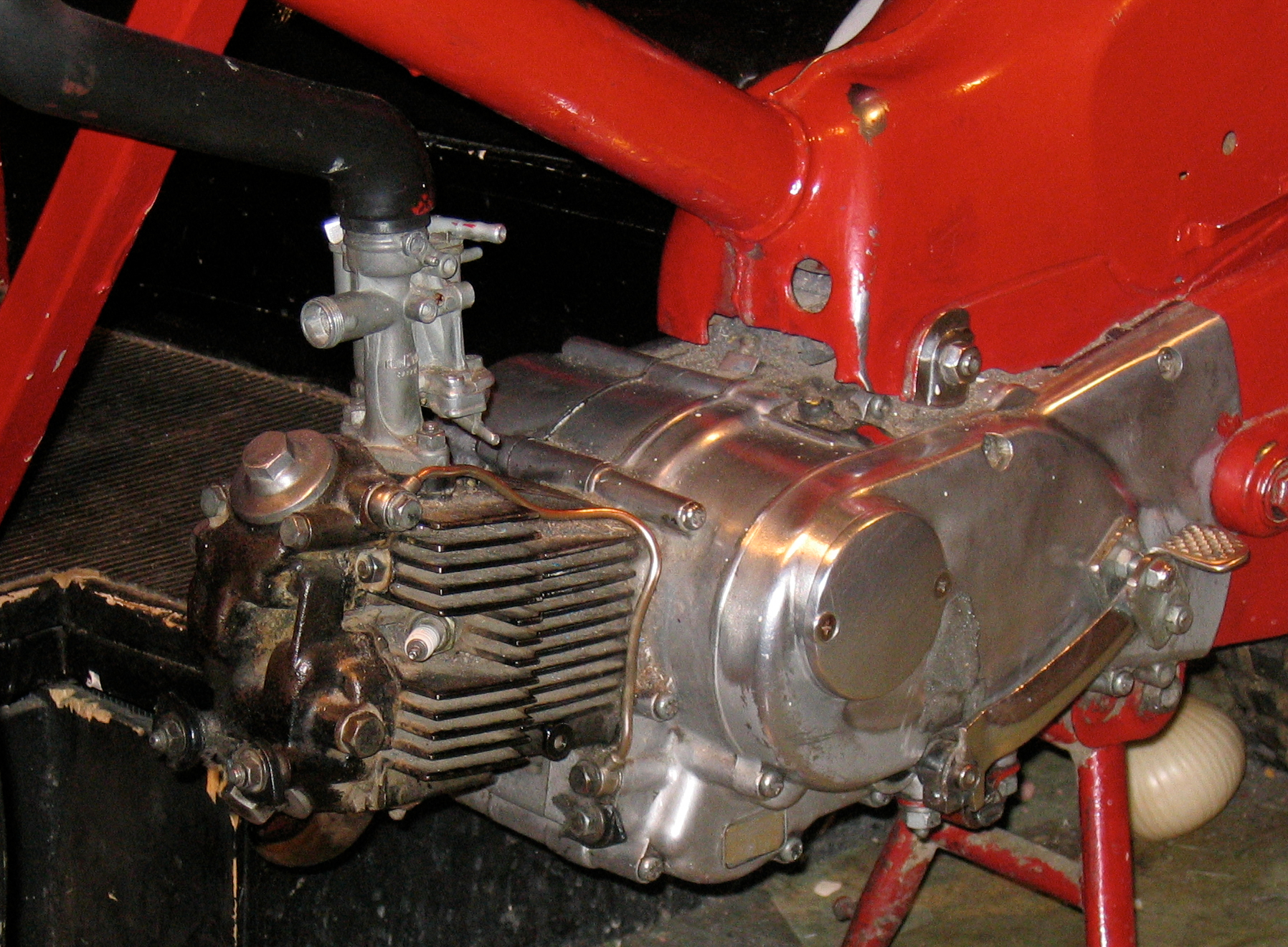
Motor motocyklu Honda Super Cub, nejpopulárnějšího motocyklu v historii, kterého bylo vyrobeno přes 60 milionů kusů.

Motocyklový motor je pohonná jednotka navržená pro každý typ motocyklu tak, aby vyhověla požadavkům kladeným právě na tento konkrétní motocykl. Univerzálními cíli designérů motocyklových motorů jsou nízká váha, kompaktnost, ale také shoda s předpisy. Emisní limity vyloučily Wankelův motor, omezují motory dvoudobé i motory vzduchem chlazené.
Jinak je škála motorů pestrá; jak počet válců, tak jejich konfigurace. Jsou použity jednoválce, dvouválce, tříválce, čtyřválce i šestiválce. Pokud má motor více válců, jsou uspořádány v řadě, svírají úhel (motory vidlicové) nebo jsou protilehlé (boxer).
Motor motocyklu je umístěn ve středu trojúhelníkového rámu, skútry mívají motor těsně před zadním kolem.
Některé starší mopedy (jako například VéloSoleX) měly třecí pohon přední pneumatiky, jinak motocyklový motor vždy pohání zadní kolo. Jeho mechanická energie se přenáší na poháněné kolo pásem (jen u nejstarších motocyklů), řetězem (nejčastěji válečkovým) nebo hřídelí. 
Mimo území Spojených států se objemy motorů pohybovaly od 50 do 650 cm3, ale od roku 1968 se i v Evropě staly běžné motocykly s větším zdvihovým objemem. Ve Spojených státech jsou od 20. let 20. století normou motocykly s válci do V a s obsahem 850 cm3 i více.

## Historie

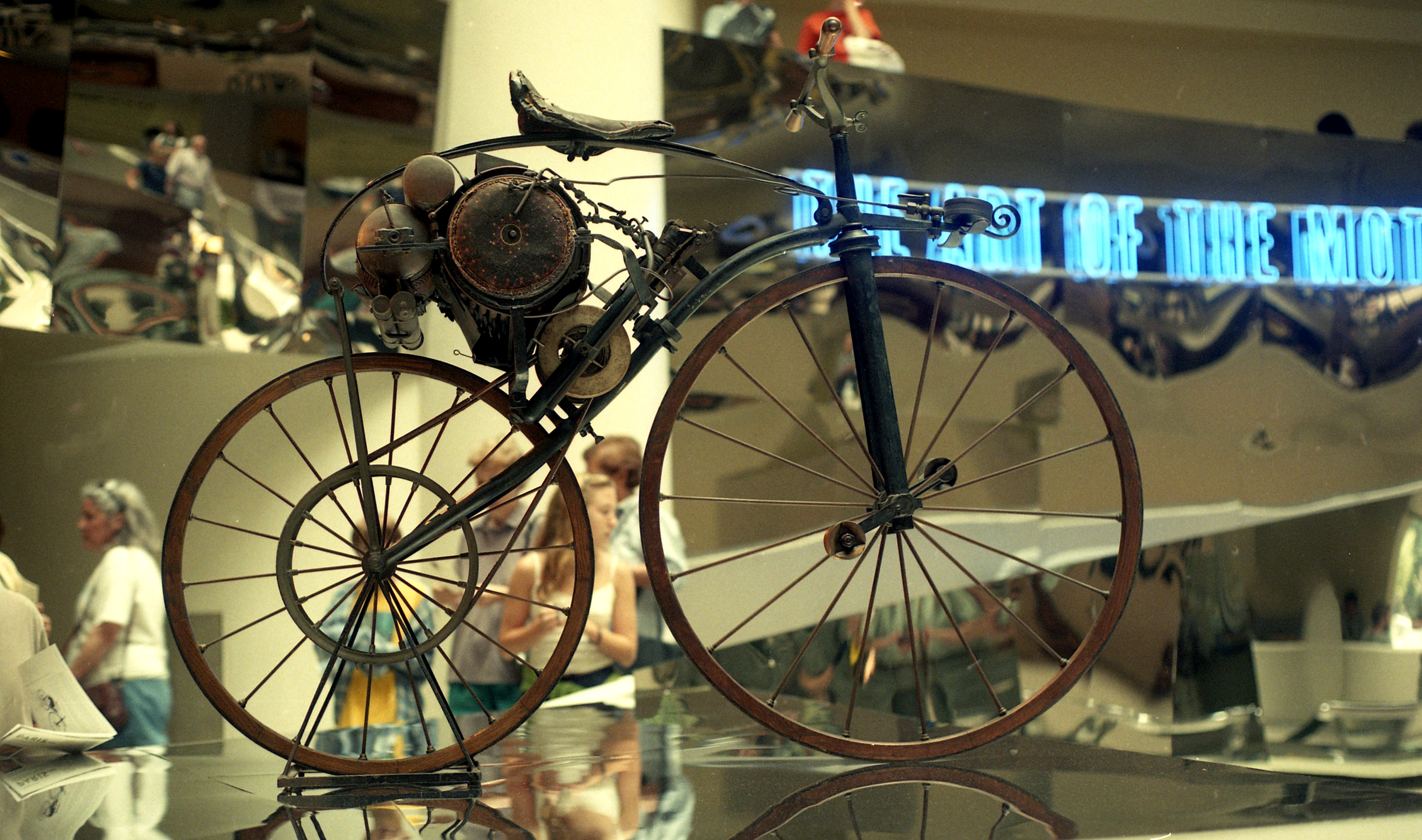
Parní velocipéd Michaux-Perreaux vystavovaný roku 1998 na výstavě Umění motocyklu v Gugenheimově muzeu v New Yorku

První motocykly byly poháněny parními motory. Nejstarším příkladem takového řešení byl francouzský parní velocipéd Michaux-Perreaux z roku 1868. Po něm přišel americký Roperův parní velocipéd z roku 1869 a řada dalších jednostopých a vícestopých vozidel s parním pohonem, jež se vyráběly a prodávaly až do počátku 20. století.
Použitím rámů založených jak na takzvaném kostitřasu, tak na konstrukci pozdějšího a v mnoha směrech zcela moderního „bezpečného kola“, experimentovali výrobci těchto parních motocyklů jak s umístěním motoru, tak i se systémy převodů. Dnes má téměř každý motocykl motor umístěný ve středu rámu, což se stalo standardem někdy v prvním desetiletí 20. století, poté co konstruktéři vyzkoušeli téměř každé možné umístění motoru. Počátky uspořádání dnešních skútrů (včetně hřídelového pohonu) lze vysledovat až do 19. století, současné řešení však bylo obecně přijato až po válce. Moderní verze se stala populární v 50. letech a zůstává v zásadě stejná dodnes.
Zážehový motor s Ottovým cyklem byl poprvé použit u experimentální dvoukolky, kterou zkonstruoval Gottlieb Daimler, aby v praxi vyzkoušel možnosti takového motoru ve vozidle. Tento Daimlerův Reitwagen s motorem o výkonu 0,5 koně je mnohými považován za první „skutečný“ motocykl, přestože byl zhotoven ze dřeva, neboť motocykl není definován jako jakékoli dvoukolové motorové vozidlo, ale jako dvoukolové motorové vozidlo s motorem s vnitřním spalováním. Tak například definuje motocykl anglický Oxfordský slovník.
Vzrůstající zájem o čistou energii přivedl v uplynulých letech na trh řadu nových jednostopých vozidel s elektromotory, které jsou registrovány jako motocykly nebo skútry bez specifikace typu pohonné jednotky. V průběhu 20. století docházelo i k experimentům s dieselovými motocykly. Dnes jsou opět předmětem zájmu kvůli ekonomice spotřeby paliva, zejména v oblasti vojenské logistiky. Námořní pěchota Spojených států amerických si objednala nový motocykl M1030 M1 vybavený dieselovým motorem, který může používat stejné palivo jako obrněná vozidla, nákladní i terénní automobily i letadla.
Převážná většina dnešních motocyklů má vzduchem či kapalinou chlazené dvoudobé nebo čtyřdobé motory. Na silnicích jsou tak vidět velmi rozmanité stroje s různým počtem a velikostí válců, rozličných konfigurací a rozdílnými chladicími systémy.

## Dvoudobé versus čtyřtaktní versus elektrické
Dvoutaktní motory mají méně pohyblivých částí než motory čtyřtaktní, zato však dvojnásobek počtu pracovních zdvihů za otáčku. Díky tomu jsou dvoudobé motory při srovnatelné hmotnosti mnohem silnější. Dvoutaktní motory poskytují větší zrychlení, ale při srovnání se čtyřdobým motorem mají podobnou maximální rychlost.[zdroj?] Vzhledem k horšímu mazání pístů, jelikož mazání obstarává mazivo obsažené ve směsi paliva a oleje, mají dvoudobé motory kratší životnost. Čtyřtaktní motory jsou obecně spojovány se širším výkonovým pásmem pro poněkud hladší dodávku energie, ale technologie jako jazýčkové ventily a výfukové ventilové systémy zlepšily jízdní schopnosti dvoutaktů.[zdroj?] Také úspora paliva je lepší u čtyřtaktů díky dokonalejšímu spalování paliva ve čtyřdobých motorech. Nicméně v rozvinutých zemích, kde se víc dbá na ekologické dopady, jsou dvojtaktní motory postupně nahrazovány čtyřtaktními.
Dvoudobé motocykly se ve světě sice stále vyrábějí ve velkém množství, většinou však jde o mopedy a skútry s nízkým obsahem a výkonem, které značně konkurují čtyřtaktům. Hlavní trhy dvoudobých motocyklů jsou v rozvojových zemích.
Boj proti emisím předpokládá zákaz výroby spalovacích motorů do roku 2035.